# Nomadic Pursuits
Nomadic Pursuits is een album van de band Yawning Man.

## Tracklist
| nr. | titel                                 | duur |
| --- | ------------------------------------- | ---- |
| 1   | Camel Tow                             | 5:02 |
| 2   | Sand Whip                             | 6:54 |
| 3   | Far-off Adventure (Eastern Interests) | 8:28 |
| 4   | Blue Foam (WaterWays)                 | 6:42 |
| 5   | Ground Swell                          | 6:16 |
| 6   | Camel Tow Too                         | 5:00 |
| 7   | Laster Arte (Nomadic Pursuits)        | 4:28 |

## Bandleden
- Alfredo Hernandez - drum
- Mathias Schneeberger - keyboards
- Gary Arce - gitaar, synthesizer
- Mario Lalli - basgitaar